# White City (comté de Sainte-Lucie, Floride)
White City est une census-designated place du comté de Sainte-Lucie, dans l'État de Floride, aux États-Unis,. En 2020, elle compte une population de 3 779 habitants.